# Autovermietung Terstappen
Die Terstappen GmbH & Co. KG mit Hauptsitz in Duisburg war ein Autovermieter und Autohändler in Deutschland. Durch Lizenzpartnerschaften mit der Dollar Thrifty Automotive Group war das Unternehmen eingebunden in ein globales Stationsnetzwerk und konnte Mietfahrzeuge weltweit vermitteln.

## Marktpräsenz
In Deutschland konnte 2013 auf einen Fuhrpark von circa 3500 Fahrzeugen an rund 40 Standorten, davon 25 in NRW, zurückgegriffen werden. Hierzu gehörten PKW, Transporter und LKW bis zwölf Tonnen. Es existierten Vermietstationen an den Flughäfen in Frankfurt, München, Köln, Düsseldorf, Stuttgart und Hamburg. 2008 eröffnete Terstappen neun weitere Stationen an den Standorten Hamburg, Mannheim, Landau in der Pfalz, Heidelberg und Frankfurt.
2009 eröffnete die Autovermietung Terstappen weitere City-Standorte in zentraler Lage, u. a. in Köln, Hamburg und München.
Weltweit standen über 250.000 Fahrzeuge an über 1500 Orten in rund 70 Ländern zur Verfügung.
Die Terstappen-Gruppe war neben der Autovermietung auch in den Bereichen Spedition und Logistik tätig.

## Geschichte
Die Autovermietung Terstappen wurde 1961 von Hubert P. Terstappen gegründet und 1987 von Hubert M. Terstappen jun. übernommen. 2002 wurde eine Lizenzpartnerschaft für die Marke Thrifty Rent A Car und 2004 eine für die Marke Dollar Rent A Car abgeschlossen. Lizenzgeber war in beiden Fällen die Dollar Thrifty Automotive Group. 2007 wurde die Rechtsform von der KG zur GmbH & Co. KG geändert. Im Jahr 2013 erfolgte eine Fusion mit dem Mietwagenunternehmen Buchbinder Rent-a-car.